# 徐步雲
徐步雲，字漢卿，号礼华。贵州德江人，清代政治人物。

## 生平
乾隆二十七年乾隆第三次南巡，徐步云进献诗赋，特赐举人出身，授内阁中书、军机处行走。嘉慶十三年（1808年），三甲十四名，后官至湖北隨州知州。乾隆三十三年（1768），两淮盐政尤拔世與卢见曾舞弊案。徐步云私通信息，以致卢见曾得以轉移財產，事發後，谪戍伊犁效力。在當地吟誦大量的西域诗。乾隆三十六年，舒赫德调任伊犁将军，乾隆三十八年（1773）得舒赫德保奏，自塞外回籍，在天津以七言绝句作“新疆风物志”以献。，被起用为四库全书处分纂官。乾隆四十一年（1776），又以舒赫德次子牵连，被革职。《清史稿》无传。有《爨余诗钞》四卷本傳世。